# Стил, Люк
Люк Дэ́вид Стил (англ. Luke David Steele; род. 24 сентября 1984, Питерборо, Англия) — английский футболист, вратарь, тренер.

## Клубная карьера
Люк Стил обучался в школе Arthur Mellows Village College, в Glinton, Питерборо. Свою футбольную карьеру он начал в «Питерборо Юнайтед». 8 июня 2002 он подписал контракт с «Манчестер Юнайтед» на 500 тысяч фунтов стерлингов. На часть сезона 2004/05 был сдан в аренду «Ковентри Сити».
На сезон 2005/06 он вернулся на «Олд Траффорд» и после отъзда Рикардо и Роя Кэрролла был выбран третьим вратарём для старшего состава после Эдвина ван дер Сара и Тима Ховарда. В 2006 году Люк покинул состав «Манчестер Юнайтед», перейдя в «Вест Бромвич». В 2008 году он отправился в аренду в «Барнсли», который сыграл важную роль в его карьере. Позднее клуб выкупил его у «Вест Бромвича», пожелав оставить футболиста у себя на постоянной основе. С 2008 года Люк является ключевым вратарём «Барнсли» и сыграл за него уже более 160 матчей на позиции первого голкипера.
В 2014 году перешёл в состав греческого клуба «Панатинаикос», скоро стал основным голкипером клуба. В 2015 году переподписал контракт с клубом до 2018 года.

## Карьера в сборной
Начиная с 2002 года привлекался к различным юношеским и молодежным сборным Англии, всего до 2005 года сыграл 14 матчей в футболке сборной. К играм главной команды Англии не привлекался.